# Фоліо (видавництво)
Видавництво «Фоліо» — українське видавництво, засноване у 1990 році. В асортименті — художня, дитяча, науково-популярна, довідкова та прикладна література. Видає класичну та сучасну українську та перекладну літературу українською, російською, англійською, німецькою, польською мовами. Засновник та гендиректор видавництва — Олександр Красовицький.

## Історія
У 1990 Олександр Красовицький заснував і очолив у Харкові видавництво «Фоліо».
Першими творами, які видавало Фоліо, були томи Джека Лондона, Жорж Санда, Генріка Сенкевича, Жуля Верна, та Генрі Хаггарда.
У 2003 «Фоліо» випустило 458 нових книжкових найменувань загальним тиражем понад 2,7 млн примірників. До 2004 року видавництво «Фоліо» випустило понад 16 тисяч найменувань книг, які продаються в Україні та закордоном, зокрема в Росії та інших країнах.
У 2022 році видавництво «Фоліо» випустило 319 нових книжкових найменувань, загальним накладом 333 151 примірників.

## Критика

### Непрозорі перемоги у тендерах по програмі «Українська книга»
Від початку програми «Українська книга» Держкомтелерадіо, яка спонсорує друк книжок для видавництв що перемогли у щорічному тендері, щороку більшу частину коштів у тендерах завжди здобувало видавництво «Фоліо» Олександром Красовицьким та інші видавництва пов'язані з Олександром Красовицьким. Зокрема у тендері «Українська книга 2016» понад 20 % коштів, передбачених з державного бюджету на підтримку книговидання, мали отримати компанії, пов'язані з Олександром Красовицьким. Зокрема, після оприлюднення списку видавництв-переможців у тендері Держкомтелерадіо для програми "Українська книга 2014", письменник Анатолій Дністровий заявив: 
|  | Чому, наприклад, у видавництва “Фоліо” підтримано цілих 32 проекти, а інших авторитетних видавництв, які зарекомендували себе на книжковому ринку взагалі немає? |

### Співпраця з Дмитром Табачником (2010)
Після того, як у 2010 році «Фоліо» почало видавати книги одіозного українофоба та тодішнього міністра освіти та науки України Дмитра Табачника, зокрема у серії «Видатні українці» надрукувався життєвий опис міністра, деякі відомі автори, зокрема Юрій Андрухович, відмовились від співпраці з видавництвом.

У мене було налагодилася співпраця з відомим харківським видавництвом «Фоліо», я видав у ньому свою останню на сьогоднішній день книжку «Таємниця». І був задоволений цією співпрацею. І все було начебто добре, поки мені не довелося оголосити свій особистий бойкот, після того як вони почали там видавати, наприклад, твори Дмитра Табачника. Не можу я бути автором видавництва, де видається ось-такий автор.
— Юрій Андрухович

### Форум Видавців (2015)
10 вересня 2015 року, під час Форуму Видавців 2015, кілька десятків львівських активістів вимагали, аби з ярмарку забрали книги харківського видавництва «Фоліо», яке вони звинуватили у друці антиукраїнської літератури.
Опісля директором Фоліо було подано заяву до СБУ, що відкрило провадження по організаторах акції, які приписували видання антиукраїнських книжок Видавництву Фоліо.
Згодом у «літературному сепаратизму» видавництво також звинуватила Спілка письменників України, зокрема через друк видавництвом книги Платона Бєсєдіна «Учитель», яку НСПУ вважає українофобською. У відповідь на ці звинувачення, 28 серпня 2015 року Фоліо подало в суд на НСПУ «у зв'язку з поширенням образливої і недостовірної інформації».

### Конфлікт з книжковою мережею «Книгарня Є» (2016)
У вересні 2016 року мережа книгарень Є припинила співпрацю з видавництвом Фоліо з етичних міркувань та для захисту працівників від тиску Олександра Красовицького на працівників мережі. У 2021 році співпрацю було відновлено.

## Автори видавництва
| - Сергій Жадан - Іваничук Роман Іванович - Кокотюха Андрій Анатолійович - Курков Андрій Юрійович - Лада Лузіна - Павло Вишебаба - Ярина Чорногуз - Яніна Соколова - Красножон Андрій - Петро Кралюк - Дар'я Бура | - Малярчук Тетяна Володимирівна - Меламуд Олександр Леонідович - Мушкетик Юрій Михайлович - Положій Євген Вікторович - Потаніна Ірина Сергіївна - Подобна Євгенія - Кужавська Євгенія - Артем Петрик - Володимир Лис - Марися Нікітюк - Ганна Гороженко |